# Póvoa de Varzim (freguesia)
A Freguesia de Póvoa de Varzim é uma extinta freguesia portuguesa do Município da Póvoa de Varzim que tinha 4,89 km² de área (2012) e 28 420 habitantes (2011), e, por isso, uma densidade populacional de 5 811,9 hab/km²
Em 2013, no âmbito de uma reforma administrativa nacional, perde o estatuto de freguesia autónoma, sendo agregada às freguesias de Beiriz e Argivai, passando a fazer parte da União das Freguesias de Póvoa de Varzim, Beiriz e Argivai.
Era a freguesia-sede do concelho com o mesmo nome. Meramente administrativa, esta antiga freguesia perdeu cunho religioso nos anos 1930, algo já defendido em meados do século XIX, e dividida em três paróquias ou freguesias eclesiásticas, vistas por parte da população como freguesias civis. Existem hoje delegações da junta de freguesia para cada uma das paróquias. Dada a expansão da cidade, tem vindo a passar a ser denominada como Centro (ou Centro Urbano) para destingir do Centro.

## Geografia

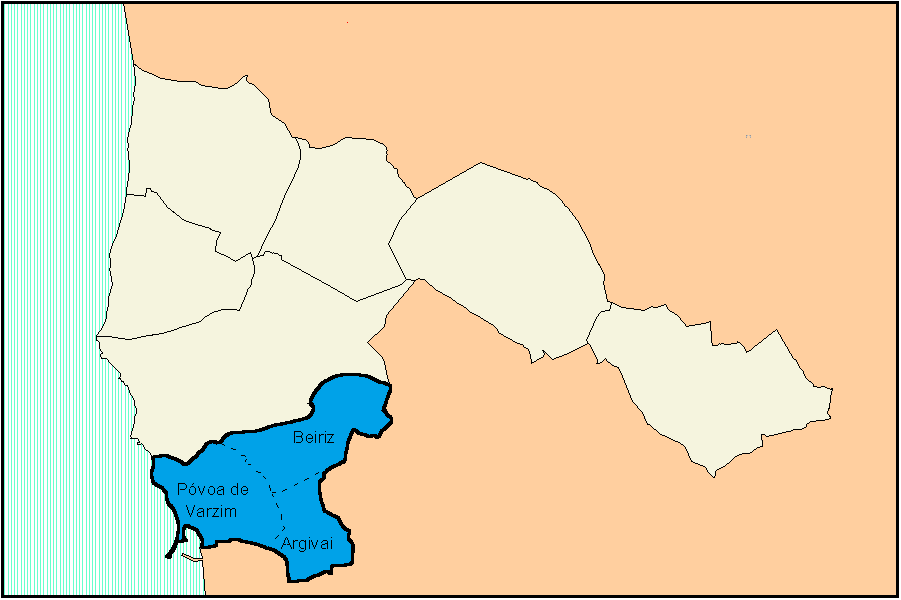
Freguesias do Município da Póvoa de Varzim. A azul a freguesia de Póvoa de Varzim, Beiriz e Argivai (a tracejado os limites das antigas freguesias).

## Demografia
Nº de habitantes

## Património
- Pelourinho da Póvoa de Varzim
- Coreto da Praça do Almada
- Edifício dos antigos Paços do Concelho da Póvoa de Varzim
- Edifício na Rua Tenente Valadim (fachada com azulejos arte nova)
- Igreja de Nossa Senhora das Dores (Póvoa de Varzim)
- Conjunto ou espaço urbano designado por Passeio Alegre
- Edifício da Câmara Municipal da Póvoa de Varzim
- Solar dos Carneiros, na Rua do Visconde e Rua da Amadinha
- Fortaleza da Póvoa de Varzim
- Igreja Matriz da Póvoa de Varzim
- Farol da Lapa
- Farol de Regufe

## Resultados eleitorais

### Eleições autárquicas (Junta de Freguesia)
| Partido      | %    | M    | %    | M    | %    | M    | %    | M    | %    | M    | %    | M    | %    | M    | %    | M    | %    | M    | %    | M    |
| Partido      | 1976 | 1976 | 1979 | 1979 | 1982 | 1982 | 1985 | 1985 | 1989 | 1989 | 1993 | 1993 | 1997 | 1997 | 2001 | 2001 | 2005 | 2005 | 2009 | 2009 |
| ------------ | ---- | ---- | ---- | ---- | ---- | ---- | ---- | ---- | ---- | ---- | ---- | ---- | ---- | ---- | ---- | ---- | ---- | ---- | ---- | ---- |
| CDS-PP       | 32,5 | 5    | 43,2 | 9    | 38,7 | 8    | 54,4 | 7    | 30,3 | 4    | 47,0 | 10   | 32,9 | 7    | 13,3 | 2    | 8,7  | 1    | 12,6 | 2    |
| PS           | 28,5 | 4    | 24,0 | 5    | 19,4 | 4    | 12,7 | 1    | 25,6 | 4    | 10,0 | 2    | 19,6 | 4    | 17,0 | 3    | 28,3 | 6    | 29,6 | 6    |
| PPD/PSD      | 24,4 | 3    | 16,8 | 3    | 20,1 | 4    | 21,7 | 3    | 29,3 | 4    | 19,4 | 4    | 34,2 | 7    | 56,7 | 12   | 47,5 | 10   | 43,3 | 10   |
| FEPU/APU/CDU | 12,3 | 1    | 14,2 | 2    | 18,8 | 3    | 15,2 | 2    | 11,0 | 1    | 14,0 | 2    | 9,0  | 1    | 9,0  | 2    | 6,4  | 1    | 6,8  | 1    |
| PSN          |      |      |      |      |      |      |      |      |      |      | 6,0  | 1    |      |      |      |      |      |      |      |      |
| B.E.         |      |      |      |      |      |      |      |      |      |      |      |      |      |      |      |      | 4,3  | 1    | 4,0  | -    |

## Personalidades ilustres
- Barão da Póvoa de Varzim